# Fußball-Club Bayern München 1987-1988
Questa voce raccoglie le informazioni riguardanti il Fußball-Club Bayern München nelle competizioni ufficiali della stagione 1987-1988.

## Stagione
In questa stagione viene assunto come allenatore Jupp Heynckes, mentre Dieter Hoeneß si è ritirato; il Bayern inizia vincendo la Supercoppa di Germania ma, dopo aver vinto gli ultimi tre campionati si classifica al secondo posto in Bundesliga, a quattro punti dal Werder Brema campione. Nella Coppa di Germania la squadra viene eliminata nei quarti di finale dall'Amburgo, e anche nella Coppa dei Campioni i tedeschi non riescono a passare i quarti: sono qui eliminati dal Real Madrid.

## Maglie e sponsor
| Casa | Trasferta |  |

## Rosa
| N. |                     | Ruolo | Calciatore        |
| -- | ------------------- | ----- | ----------------- |
|    | Germania (bandiera) | P     | Raimond Aumann    |
|    | Belgio (bandiera)   | P     | Jean-Marie Pfaff  |
|    | Germania (bandiera) | D     | Klaus Augenthaler |
|    | Germania (bandiera) | D     | Uli Bayerschmidt  |
|    | Germania (bandiera) | D     | Andreas Brehme    |
|    | Germania (bandiera) | D     | Norbert Eder      |
|    | Germania (bandiera) | D     | Hans Pflügler     |
|    | Germania (bandiera) | D     | Helmut Winklhofer |
|    | Germania (bandiera) | C     | Hans Dorfner      |

| N. |                     | Ruolo | Calciatore         |
| -- | ------------------- | ----- | ------------------ |
|    | Germania (bandiera) | C     | Armin Eck          |
|    | Germania (bandiera) | C     | Hans-Dieter Flick  |
|    | Germania (bandiera) | C     | Lothar Matthäus    |
|    | Germania (bandiera) | C     | Norbert Nachtweih  |
|    | Galles (bandiera)   | A     | Mark Hughes        |
|    | Germania (bandiera) | A     | Ludwig Kögl        |
|    | Germania (bandiera) | A     | Michael Rummenigge |
|    | Germania (bandiera) | A     | Jürgen Wegmann     |
|    | Germania (bandiera) | A     | Roland Wohlfarth   |

## Organigramma societario
Area direttiva
- Presidente:  Fritz Scherer

Area tecnica
- Allenatore: Jupp Heynckes
- Allenatore in seconda: Egon Coordes, Werner Olk
- Preparatore dei portieri:
- Preparatori atletici:

## Calciomercato

### Sessione estiva
| Acquisti | Acquisti       | Acquisti        | Acquisti |
| R.       | Nome           | da              | Modalità |
| -------- | -------------- | --------------- | -------- |
| C        | Armin Eck      | Bayreuth        |          |
| A        | Mark Hughes    | Barcellona      |          |
| A        | Uwe Tschiskale | Wattenscheid 09 |          |
| A        | Jürgen Wegmann | Schalke 04      |          |

| Cessioni | Cessioni       | Cessioni     | Cessioni |
| R.       | Nome           | a            | Modalità |
| -------- | -------------- | ------------ | -------- |
| P        | Bobby Dekeyser | Norimberga   |          |
| A        | Reinhold Mathy | Uerdingen 05 |          |
| D        | Holger Willmer | Hannover 96  |          |

### Sessione invernale
| Acquisti | Acquisti | Acquisti | Acquisti |
| R.       | Nome     | da       | Modalità |
| -------- | -------- | -------- | -------- |

| Cessioni | Cessioni       | Cessioni   | Cessioni |
| R.       | Nome           | a          | Modalità |
| -------- | -------------- | ---------- | -------- |
| A        | Lars Lunde     | Aarau      |          |
| A        | Uwe Tschiskale | Schalke 04 |          |

## Risultati

### Bundesliga

#### Girone di andata
| Arbitro: | Werner |

|          |           |                                        |
| Mill 52’ | Marcatori | 35’ Rummenigge 50’ Wohlfarth 78’ Lunde |

| Arbitro: | Assenmacher |

|                                                                 |           |  |
| Matthäus 25’, 87’ Wegmann 45’, 84’ Rummenigge 54’ Wohlfarth 78’ | Marcatori |  |

| Arbitro: | Weber |

|                           |           |           |
| Wegmann 10’ Wohlfarth 25’ | Marcatori | 69’ Trieb |

| Arbitro: | Kruse |

|                              |           |                          |
| Freiler 30’ Schäfer 67’, 77’ | Marcatori | 49’ Matthäus 87’ Wegmann |

| Arbitro: | Kautschor |

|              |           |  |
| Pflügler 31’ | Marcatori |  |

| Arbitro: | Dellwing |

|                      |           |  |
| Rahn 37’, 45’ (rig.) | Marcatori |  |

| Arbitro: | Neuner |

|                                             |           |                        |
| Nachtweih 44’ Augenthaler 54’ Wohlfarth 62’ | Marcatori | 2’ Smolarek 37’ Schulz |

| Arbitro: | Wiesel |

|                                   |           |            |
| Allofs 16’ Engels 27’ Povlsen 45’ | Marcatori | 13’ Brehme |

| Arbitro: | Gabor |

|                             |           |           |
| Pflügler 75’ Rummenigge 82’ | Marcatori | 88’ Meier |

| Arbitro: | Osmers |

|          |           |                                          |
| Götz 87’ | Marcatori | 9’ Pflügler 20’, 79’ Rummenigge 25’ Kögl |

| Arbitro: | Richmann |

|                                             |           |           |
| Wohlfarth 13’, 42’ Nachtweih 26’ Brehme 75’ | Marcatori | 64’ Reich |

| Arbitro: | Ahlenfelder |

|  |           |                |
|  | Marcatori | 64’ Rummenigge |

| Arbitro: | Broska |

|                                           |           |               |
| Wegmann 7’, 36’ Wohlfarth 14’ Dorfner 30’ | Marcatori | 35’, 52’ Kohr |

| Arbitro: | Blattmann |

|  |           |                       |
|  | Marcatori | 69’ Flick 89’ Wegmann |

| Arbitro: | Heitmann |

|                                     |           |  |
| Hughes 30’ Matthäus 81’ Wegmann 87’ | Marcatori |  |

| Arbitro: | Pauly |

|                                       |           |  |
| Klinsmann 18’ Walter 71’ Hartmann 90’ | Marcatori |  |

| Arbitro: | Brückner |

|                                              |           |                    |
| Augenthaler 17’ Wohlfarth 41’ Rummenigge 69’ | Marcatori | 79’ Tita 90’ Rolff |

#### Girone di ritorno
| Arbitro: | Mierswa |

|                 |           |                                 |
| Augenthaler 45’ | Marcatori | 20’, 88’ Simmes 39’ Anderbrügge |

| Arbitro: | Dellwing |

|                          |           |                              |
| von Heesen 52’ Kroth 66’ | Marcatori | 23’ Augenthaler 75’ Matthäus |

| Arbitro: | Krug |

|               |           |                             |
| Bockenfeld 9’ | Marcatori | 41’ Pflügler 83’ Rummenigge |

| Arbitro: | Ahlenfelder |

|                                                                              |           |  |
| Wohlfarth 8’, 77’ Brehme 54’ Matthäus 58’ (rig.) Pflügler 72’ Rummenigge 79’ | Marcatori |  |

| Arbitro: | Assenmacher |

|  |           |                                       |
|  | Marcatori | 9’ Eck 45’ Hughes 67’ (rig.) Matthäus |

| Arbitro: | Neuner |

|              |           |  |
| Matthäus 79’ | Marcatori |  |

| Arbitro: | Pauly |

|              |           |                     |
| Turowski 71’ | Marcatori | 73’ (rig.) Matthäus |

| Arbitro: | Theobald |

|                        |           |                        |
| Dorfner 26’ Hughes 52’ | Marcatori | 58’, 75’ Geilenkirchen |

| Arbitro: | Kautschor |

|                                       |           |                     |
| Ordenewitz 26’ (rig.) Riedle 40’, 85’ | Marcatori | 25’ (rig.) Matthäus |

| Arbitro: | Eli |

|                                                                                                  |           |              |
| Matthäus 22’ (rig.), 39’ (rig.), 42’ Rummenigge 25’ Wegmann 31’, 80’ Dorfner 79’ Augenthaler 90’ | Marcatori | 11’ Schipper |

| Arbitro: | Werner |

|                            |           |             |
| Hobday 58’ Grillemeier 76’ | Marcatori | 6’ Pflügler |

| Arbitro: | Boos |

|                                 |           |          |
| Matthäus 24’ Wegmann 90’ (rig.) | Marcatori | 23’ Süss |

| Arbitro: | Weber |

|                         |           |               |
| Lelle 44’ Kohr 55’, 62’ | Marcatori | 81’ Wohlfarth |

| Arbitro: | Barnick |

|                                           |           |  |
| Hughes 51’, 62’, 68’ Eder 61’ Dorfner 83’ | Marcatori |  |

| Krefeld 7 maggio 1988, ore 15:30 CEST 32ª giornata | Bayer Uerdingen | 0 – 0 referto | Bayern Monaco | Grotenburg Stadion (18 000 spett.)\| Arbitro: \| Wiesel \| |
| Arbitro:                                           | Wiesel          |               |               |                                                            |

| Arbitro: | Brückner |

|                  |           |               |
| Matthäus 9’, 49’ | Marcatori | 80’ Klinsmann |

| Arbitro: | Heitmann |

|                              |           |                                                |
| Hausmann 3’ Tita 8’ Götz 18’ | Marcatori | 20’ Matthäus 50’ Bayerschmidt 72’, 81’ Wegmann |

### Coppa di Germania
| Arbitro: | Barnick |

|                |           |                         |
| Regenbogen 54’ | Marcatori | 37’, 54’, 77’ Wohlfarth |

| Arbitro: | Theobald |

|                             |           |                            |
| Hochstätter 77’ Thiele 100’ | Marcatori | 72’ Rummenigge 97’ Dorfner |

| Arbitro: | Werner |

|                                   |           |                        |
| Matthäus 74’ Rummenigge 93’, 111’ | Marcatori | 57’ Thiele 110’ Criens |

| Arbitro: | Umbach |

|                                              |           |              |
| Nachtweih 20’ Hughes 62’ Matthäus 90’ (rig.) | Marcatori | 33’ Andersen |

| Arbitro: | Föckler |

|                      |           |              |
| Kastl 6’ Gründel 45’ | Marcatori | 59’ Matthäus |

### Supercoppa di Germania
| Arbitro: | Pauly |

|                  |           |             |
| Wegmann 60’, 87’ | Marcatori | 39’ Okoński |

### Coppa dei Campioni
| Arbitro: | Aladrén |

|                                         |           |  |
| Wegmann 32’, 64’ Dorfner 37’ Brehme 56’ | Marcatori |  |

| Arbitro: | Hackett |

|  |           |          |
|  | Marcatori | 70’ Kögl |

| Arbitro: | Mulder |

|                      |           |              |
| Lüthi 28’ Sutter 51’ | Marcatori | 47’ Matthäus |

| Arbitro: | Butenko |

|                          |           |  |
| Pflügler 88’ Wegmann 90’ | Marcatori |  |

| Arbitro: | Casarin |

|                                     |           |                            |
| Pflügler 39’ Eder 45’ Wohlfarth 47’ | Marcatori | 85’ Butragueño 90’ Sánchez |

| Arbitro: | Ponnet |

|                         |           |  |
| Janković 26’ Míchel 41’ | Marcatori |  |

## Statistiche

### Statistiche di squadra
| Competizione           | Punti | In casa | In casa | In casa | In casa | In casa | In casa | In trasferta | In trasferta | In trasferta | In trasferta | In trasferta | In trasferta | Totale | Totale | Totale | Totale | Totale | Totale | DR  |
| Competizione           | Punti | G       | V       | N       | P       | Gf      | Gs      | G            | V            | N            | P            | Gf           | Gs           | G      | V      | N      | P      | Gf     | Gs     | DR  |
| ---------------------- | ----- | ------- | ------- | ------- | ------- | ------- | ------- | ------------ | ------------ | ------------ | ------------ | ------------ | ------------ | ------ | ------ | ------ | ------ | ------ | ------ | --- |
| Bundesliga             | 48    | 17      | 15      | 1       | 1       | 55      | 17      | 17           | 7            | 3            | 7            | 28           | 28           | 34     | 22     | 4      | 8      | 83     | 45     | +38 |
| Coppa di Germania      | -     | 2       | 2       | 0       | 0       | 6       | 3       | 3            | 1            | 1            | 1            | 6            | 5            | 5      | 3      | 1      | 1      | 12     | 8      | +4  |
| Supercoppa di Germania | -     | 1       | 1       | 0       | 0       | 2       | 1       | 0            | 0            | 0            | 0            | 0            | 0            | 1      | 1      | 0      | 0      | 2      | 1      | +1  |
| Coppa dei Campioni     | -     | 3       | 3       | 0       | 0       | 9       | 2       | 3            | 1            | 0            | 2            | 2            | 4            | 6      | 4      | 0      | 2      | 11     | 6      | +5  |
| Totale                 | 48    | 23      | 21      | 1       | 1       | 72      | 23      | 23           | 9            | 4            | 10           | 36           | 37           | 46     | 30     | 5      | 11     | 108    | 60     | +48 |

### Andamento in campionato
| Giornata  | 1 | 2 | 3 | 4 | 5 | 6 | 7 | 8 | 9 | 10 | 11 | 12 | 13 | 14 | 15 | 16 | 17 | 18 | 19 | 20 | 21 | 22 | 23 | 24 | 25 | 26 | 27 | 28 | 29 | 30 | 31 | 32 | 33 | 34 |
| --------- | - | - | - | - | - | - | - | - | - | -- | -- | -- | -- | -- | -- | -- | -- | -- | -- | -- | -- | -- | -- | -- | -- | -- | -- | -- | -- | -- | -- | -- | -- | -- |
| Luogo     | T | C | C | T | C | T | C | T | C | T  | C  | T  | C  | T  | C  | T  | C  | C  | T  | T  | C  | T  | C  | T  | C  | T  | C  | T  | C  | T  | C  | T  | C  | T  |
| Risultato | V | V | V | P | V | P | V | P | V | V  | V  | V  | V  | V  | V  | P  | V  | P  | N  | V  | V  | V  | V  | N  | N  | P  | V  | P  | V  | P  | V  | N  | V  | V  |
| Posizione | 2 | 1 | 1 | 2 | 1 | 4 | 4 | 5 | 4 | 4  | 4  | 3  | 3  | 3  | 2  | 2  | 2  | 3  | 3  | 2  | 2  | 2  | 2  | 2  | 2  | 2  | 2  | 2  | 2  | 3  | 2  | 2  | 2  | 2  |

Legenda:

Luogo: C = Casa; T = Trasferta. Risultato: V = Vittoria; N = Pareggio; P = Sconfitta.

### Statistiche dei giocatori
| Giocatore       | Bundesliga | Bundesliga | Bundesliga  | Bundesliga | Coppa di Germania | Coppa di Germania | Coppa di Germania | Coppa di Germania | Supercoppa di Germania | Supercoppa di Germania | Supercoppa di Germania | Supercoppa di Germania | Coppa dei Campioni | Coppa dei Campioni | Coppa dei Campioni | Coppa dei Campioni | Totale   | Totale | Totale      | Totale     |
| Giocatore       | Presenze   | Reti       | Ammonizioni | Espulsioni | Presenze          | Reti              | Ammonizioni       | Espulsioni        | Presenze               | Reti                   | Ammonizioni            | Espulsioni             | Presenze           | Reti               | Ammonizioni        | Espulsioni         | Presenze | Reti   | Ammonizioni | Espulsioni |
| --------------- | ---------- | ---------- | ----------- | ---------- | ----------------- | ----------------- | ----------------- | ----------------- | ---------------------- | ---------------------- | ---------------------- | ---------------------- | ------------------ | ------------------ | ------------------ | ------------------ | -------- | ------ | ----------- | ---------- |
| K. Augenthaler  | 24         | 5          | 2           | 1          | 4                 | 0                 | 2                 | 0                 | 0                      | 0                      | 0                      | 0                      | 3                  | 0                  | 0                  | 0                  | 31       | 5      | 4           | 1          |
| R. Aumann       | 9          | 0          | 0           | 0          | 0                 | 0                 | 0                 | 0                 | 1                      | 0                      | 0                      | 0                      | 1                  | 0                  | 0                  | 0                  | 11       | 0      | 0           | 0          |
| U. Bayerschmidt | 3          | 1          | 0           | 0          | 0                 | 0                 | 0                 | 0                 | 0                      | 0                      | 0                      | 0                      | 0                  | 0                  | 0                  | 0                  | 3        | 1      | 0           | 0          |
| A. Brehme       | 28         | 3          | 6           | 0          | 4                 | 0                 | 0                 | 0                 | 1                      | 0                      | 0                      | 0                      | 6                  | 1                  | 0                  | 0                  | 39       | 4      | 6           | 0          |
| H. Dorfner      | 29         | 4          | 2           | 0          | 2                 | 1                 | 0                 | 0                 | 1                      | 0                      | 0                      | 0                      | 4                  | 1                  | 1                  | 0                  | 36       | 6      | 3           | 0          |
| A. Eck          | 18         | 1          | 0           | 0          | 3                 | 0                 | 0                 | 0                 | 0                      | 0                      | 0                      | 0                      | 2                  | 0                  | 0                  | 0                  | 23       | 1      | 0           | 0          |
| N. Eder         | 32         | 1          | 1           | 0          | 5                 | 0                 | 0                 | 0                 | 1                      | 0                      | 0                      | 0                      | 6                  | 1                  | 0                  | 0                  | 44       | 2      | 1           | 0          |
| H. Flick        | 27         | 1          | 4           | 0          | 5                 | 0                 | 1                 | 0                 | 1                      | 0                      | 0                      | 0                      | 6                  | 0                  | 0                  | 0                  | 39       | 1      | 5           | 0          |
| M. Hughes       | 18         | 6          | 6           | 1          | 3                 | 1                 | 1                 | 0                 | 0                      | 0                      | 0                      | 0                      | 2                  | 0                  | 0                  | 0                  | 23       | 7      | 7           | 1          |
| L. Kögl         | 22         | 1          | 0           | 0          | 4                 | 0                 | 1                 | 0                 | 0                      | 0                      | 0                      | 0                      | 6                  | 1                  | 0                  | 0                  | 32       | 2      | 1           | 0          |
| L. Lunde        | 9          | 1          | 0           | 0          | 1                 | 0                 | 0                 | 0                 | 0                      | 0                      | 0                      | 0                      | 3                  | 0                  | 0                  | 0                  | 13       | 1      | 0           | 0          |
| L. Matthäus     | 26         | 17         | 3           | 0          | 4                 | 3                 | 1                 | 0                 | 1                      | 0                      | 0                      | 0                      | 4                  | 1                  | 0                  | 0                  | 35       | 21     | 4           | 0          |
| N. Nachtweih    | 30         | 2          | 3           | 0          | 5                 | 1                 | 1                 | 0                 | 1                      | 0                      | 0                      | 0                      | 5                  | 0                  | 0                  | 0                  | 41       | 3      | 4           | 0          |
| J. Pfaff        | 25         | 0          | 1           | 0          | 5                 | 0                 | 0                 | 0                 | 0                      | 0                      | 0                      | 0                      | 5                  | 0                  | 0                  | 0                  | 35       | 0      | 1           | 0          |
| H. Pflügler     | 29         | 6          | 3           | 0          | 5                 | 0                 | 0                 | 0                 | 1                      | 0                      | 0                      | 0                      | 6                  | 2                  | 0                  | 0                  | 41       | 8      | 3           | 0          |
| M. Rummenigge   | 32         | 10         | 2           | 0          | 3                 | 3                 | 0                 | 0                 | 1                      | 0                      | 0                      | 0                      | 5                  | 0                  | 0                  | 0                  | 41       | 13     | 2           | 0          |
| U. Tschiskale   | 1          | 0          | 0           | 0          | 0                 | 0                 | 0                 | 0                 | 0                      | 0                      | 0                      | 0                      | 1                  | 0                  | 0                  | 0                  | 2        | 0      | 0           | 0          |
| J. Wegmann      | 27         | 13         | 0           | 0          | 2                 | 0                 | 0                 | 0                 | 1                      | 2                      | 0                      | 0                      | 2                  | 3                  | 0                  | 0                  | 32       | 18     | 0           | 0          |
| H. Winklhofer   | 17         | 0          | 1           | 0          | 3                 | 0                 | 0                 | 0                 | 1                      | 0                      | 0                      | 0                      | 3                  | 0                  | 0                  | 0                  | 24       | 0      | 1           | 0          |
| R. Wohlfarth    | 29         | 11         | 1           | 0          | 5                 | 3                 | 0                 | 0                 | 1                      | 0                      | 0                      | 0                      | 5                  | 1                  | 0                  | 0                  | 40       | 15     | 1           | 0          |